# Зусман, Владимир Григорьевич
Владимир Григорьевич Зусман (1910—1976) — специалист по электрооборудованию станков автоматических линий, лауреат Государственной премии СССР (1967).

## Биография
С 1928 по 1936 г. работал на промышленных предприятиях Одессы в должностях от электромонтера до инженера — электрика.
В 1935 г. окончил Одесский политехнический институт.
С 1936 г. на преподавательской работе в Одесском индустриальном институте, в 1939 году защитил кандидатскую диссертацию и в 1940 году был утверждён в звании доцента.
В июле 1940 года перешёл в ЭНИМС (Экспериментальный НИИ металлорежущих станков), в котором работал до последних дней жизни сначала старшим научным сотрудником, затем руководителем электротехнического отдела и отдела программного управления.
С 1956 года занимался созданием устройств числового программного управления станками (ЧПУ). Под его руководством были заложены основы проектирования устройства ЧПУ и изготовлены первые советские станки с ЧПУ.
По совместительству преподавал во Всесоюзном заочном энергетическом институте, МИРЭА и Институте усовершенствования руководящих кадров Минстанкопрома.
Государственная премия СССР 1967 года (в составе коллектива).
Умер в конце ноября или в начале декабря 1976 года после непродолжительной тяжелой болезни.
Семья:
Жена: Зусман Любовь (Либа) Ионовна
Дети: Незлина Ирина Владимировна, Зусман Георгий Владимирович - доктор технических наук, академик АЭН, Зусман Иоан Владимирович.

## Сочинения
- Автоматизация позиционных электроприводов [Текст] / В. Г. Зусман, А. М. Мейстель, Ю. И. Херсонский. — Москва : Энергия, 1970. — 119 с. : черт.; 20 см.
- Кодирование информации управляющих программ [Текст] / И. А. Вульфсон, В. Г. Зусман, А. Г. Розинов. — Москва : Энергия, 1968. — 95 с. : ил.; 20 см.
- Системы числового управления и перспективы их развития [Текст] / [В. Г. Зусман, А. Г. Розинов, А. А. Левин и др.]; [Ред. коллегия: д-р техн. наук, проф. И. В. Харизоменов (пред.) и др.]. — Москва : Машиностроение, 1975. — 168 с. : ил.; 21 см.
- В. Г. Зусман, Э. Л. Тихомиров, А. М. Лебедев и др. Контурные системы числового управления и их элементы [Текст] / [Ред. коллегия: д-р техн. наук проф. И. В. Харизоменов (пред.) и др.]. — Москва : Машиностроение, 1972. — 175 с. : ил.; 21 см. — (Электроавтоматика станков).